# Marjewka (obwód samarski)
Marjewka (ros. Марьевка) – wieś (sieło) w Rosji, w obwodzie samarskim, w rejonie piestrawskim. W 2010 liczyła 1826 mieszkańców.